# Metacatharsius ovulum
Metacatharsius ovulum är en skalbaggsart som beskrevs av Vladimir Balthasar 1940. Metacatharsius ovulum ingår i släktet Metacatharsius och familjen bladhorningar. Inga underarter finns listade i Catalogue of Life.